# REC (film)
[REC] is een Spaanse horrorfilm die op 29 augustus 2007 in première ging op het Filmfestival van Venetië. Regisseurs Jaume Balagueró en Paco Plaza schreven het verhaal zelf samen met Luis Berdejo. De productie werd bekroond met zestien filmprijzen, waaronder de Silver Scream Award op het Amsterdam Fantastic Film Festival.
Op 10 oktober 2008 verscheen er een Amerikaanse remake van [REC] onder de naam Quarantine. Een vervolgfilm genaamd [REC]² verscheen in 2009.

## Verhaal
Programmamaakster Ángela Vidal (Manuela Velasco) is samen met haar cameraman Pablo (Ferran Terraza) op pad om een reportage te maken op de lokale brandweerkazerne. Wanneer brandweermannen Manu (Pablo Rosso) en Álex (David Vert) uitrukken, gaan ze met hen mee in de hoop mooie beelden te kunnen schieten. Het alarm is niet voor een brand, maar voor een wat vage gebeurtenis in verband met een verwarde vrouw. Pablo en Álex leggen Vidal uit dat sowieso 70% van hun werkzaamheden zaken behelzen anders dan het blussen van branden.
Aangekomen in het grote huis treft de groep inderdaad een verward ogende oudere vrouw aan met een hemd aan dat onder het bloed zit. Wanneer de tevens aanwezige politie-agent haar benadert, hapt ze onverwachts een stuk vlees uit zijn nek. Anderen overmeesteren de vrouw en haasten zich met de gewonde agent naar beneden. Ze willen hem zo snel mogelijk naar het ziekenhuis brengen om te voorkomen dat hij doodbloedt. Alle deuren van het huis blijken echter inmiddels van buitenaf afgesloten en een woordvoerder van de autoriteiten laat de mensen binnen weten dat ze voorlopig moeten blijven waar ze zijn, zonder verdere uitleg. Daar blijkt een virus actief dat besmette mensen verandert in bloeddorstige woestelingen. Doordat het zich verspreidt via het speeksel van de dragers, wordt ieder slachtoffer vervolgens zelf een verspreider. De kijker maakt alles mee door middel van de beelden uit de handcamera van Pablo.

## Prijzen
- Amsterdam Fantastic Film Festival - Silver Scream Award[1]
- Grand Prix Fantasporto 2008 - Juryprijs & International Fantasy Film Award[2]
- Goya Awards - beste montage & beste nieuwe actrice (Velasco)[3]
- Gérardmer Film Festival - Publieksprijs, juryprijs & jeugd-juryprijs[4]
- Filmfestival van Sitges - Publieksprijs, beste actrice (Velasco), beste regisseur,[5] Grand Prize of European Fantasy Film in Silver - Special Mention & José Luis Guarner Critic's Award
- Turia Awards - Special Award[6]